# Ольхінг
Ольхінг (нім. Olching) — громада в Німеччині, розташована в землі Баварія. Підпорядковується адміністративному округу Верхня Баварія. Входить до складу району Фюрстенфельдбрук.
Площа — 29,91 км2. Населення становить 27 930 ос. (станом на 31 грудня 2020).